# Jasień (Mazovie)
Pour les articles homonymes, voir Jasień.
Jasień [ˈjaɕeɲ] est un village polonais de la gmina de Repki dans le powiat de Sokołów et dans la voïvodie de Mazovie, au centre-est de la Pologne.